# Tracey Adams
Pour les articles homonymes, voir Adams.
Tracey Adams, née le 6 juin 1958 à Severna Park dans le Maryland, est une actrice pornographique américaine.

## Biographie
Cette rousse opulente fut active dans l'industrie pornographique de 1983 à 1999 participant à plus de deux cent soixante films dont nombre de « légendes du porno » de l'époque. Contrairement aux idées reçues disant qu'elle aurait refusé de tourner avec des acteurs noirs, on lui connait une scène dans Starbangers et une autre avec l'acteur noir F.M. Bradley.
Elle débute véritablement dans le métier en 1985 apparaissant dans Luxure dans l'Orient express de Robert McCallum, parodie pornographique du roman d'Agatha Christie.
En France, elle est surtout connue pour avoir joué dans la Femme en noir de Michel Ricaud en 1988 et dans les Charmes secrets de miss Todd, toujours en 1988, de Michel Barny.
Le réalisateur John Stagliano affirma qu'une scène dans laquelle il avait vu apparaître les fesses de Tracey lui avait inspiré la série des films Buttman.
Paradoxalement, bien que la majorité des scènes tournées par Tracey soient hétérosexuelles, elle est l'une des rares actrices X à avoir connu une relation lesbienne suivie durant au moins huit années.
Elle fait partie de l'AVN Hall of Fame et du XRCO Hall of Fame.
Sa vie est adaptée par Carnal Comics qui publie, en 1995, une bande dessinée de 32 pages, sous le titre True stories of adult film stars: Tracey Adams.

## Récompenses
- AVN Hall of Fame
- XRCO Hall of Fame
- Legends of Erotica Hall of Fame
- 1988 : AVN Award – Best Couples Sex Scene, Video pour Made In Germany (avec Joey Silvera)
- 1990 : AVN Award – Best Tease Performance – Adventures of Buttman

## Filmographie

### Actrice

#### Cinéma
- 1980 : Balling for Dollar$
- 1984 : The Lost Empire : Girl Recruit (en tant que Debbie Blaisdell)
- 1985 : 2002: A Sex Odyssey
- 1985 : Eatin' Alive
- 1985 : Late After Dark
- 1985 : Lucky in Love : Gloria
- 1985 : Make My Night : Mom
- 1985 : Screen Test : Dancer
- 1985 : Swedish Erotica 70
- 1985 : The Backdoor Club : Rachel (en tant que Tracy Adams)
- 1985 : Wild Sex Stories
- 1986 : 4 Adults Only
- 1986 : Amazing Sex Stories
- 1986 : Angels of Passion : Kathy
- 1986 : Caught in the Middle : Peggy
- 1986 : Chastity Johnson
- 1986 : Dangerous Desires
- 1986 : Hot Seat : Grace Stewart
- 1986 : Lottery Fever (Un billet pour partouzer)
- 1986 : Lovers Lane : Susan
- 1986 : Lust on the Orient Xpress : Beatrice (en tant que Tracy Adams)
- 1986 : Mouth Watering
- 1986 : Peeping Tom : Miss Weston (en tant que Tracy Adams)
- 1986 : Pleasure Maze : Dream Girl
- 1986 : Revenge by Lust : Fawn
- 1986 : Revenge of the Babes
- 1986 : Revenge of the Babes II
- 1986 : Sailing Into Ecstasy : Ariel
- 1986 : Sexline, You're on the Air
- 1986 : Shades of Passion
- 1986 : The Ultimate Lover
- 1986 : Turkish Delight
- 1987 : Dolce vita Cicciolina
- 1987 : Double Game 2
- 1987 : Dream Lovers : Leslie
- 1987 : Grafenberg Girls Go Fishing : Anna
- 1987 : Have Body Will Travel
- 1987 : Hot Numbers
- 1987 : Introducing Barbii
- 1987 : Jacqueline : Jacqueline
- 1987 : Le Hot Club
- 1987 : Love Probe
- 1987 : Monkey Business
- 1987 : Nicki
- 1987 : Pleasure Game
- 1987 : Pretty Peaches 2 : Eunice Goldbloom (non créditée)
- 1987 : Red Hot Fire Girls
- 1987 : Sex Derby
- 1987 : Sex World Girls : Tammy
- 1987 : Sins of the Wealthy 2 : Jessica Chalmers
- 1987 : Strange Love
- 1987 : Student Affairs : Kelly / Barbara (en tant que Deborah Blaisdell)
- 1987 : The Devil in Mr. Holmes
- 1987 : The Mischief Maker
- 1987 : The Sex Detective
- 1987 : Tracey and the Bandit
- 1987 : Tracy Takes Paris : Tracy
- 1987 : WPINK-TV 3 : Geisha
- 1987 : Weird Fantasy
- 1987 : Wet Dreams 2001
- 1988 : Addicted to Love
- 1988 : Amanda by Night 2 : Denise aka Madam George
- 1988 : Classic Pics
- 1988 : Deep Blue
- 1988 : Detective Transex
- 1988 : English Girls Do
- 1988 : La femme en noir de Michel Ricaud
- 1988 : Hot Nights, Dirty Days
- 1988 : I Cream of Genie : Effie
- 1988 : Il vizio preferito di mia moglie
- 1988 : International phonesex girls
- 1988 : Leave It to Cleavage
- 1988 : No Man's Land
- 1988 : Mammary Lane
- 1988 : Mister Billion's Dollar Babies
- 1988 : Mrs. Robbins
- 1988 : Object of My Desire
- 1988 : On My Lips : Linda
- 1988 : Piece of Heaven
- 1988 : Rachel Ryan RR
- 1988 : Rhine Waltz
- 1988 : Una scatenata moglie insaziabile
- 1989 : Army Brat 2
- 1989 : Clinique
- 1989 : Educating Kascha : 3rd Couple on Video
- 1989 : Enrapture : Martha (en tant que Deborah Blaisdell)
- 1989 : Eravamo così
- 1989 : Femmine bizzarre
- 1989 : Fondle with Care
- 1989 : Gang Bangs II
- 1989 : Girl Crazy
- 1989 : Hawaii Vice 5 : Travel agent
- 1989 : Hawaii Vice 6
- 1989 : Introducing Charli
- 1989 : La Ceinture de chasteté de Michel Ricaud
- 1989 : Sextectives : Private investigator
- 1989 : The End of the Innocence
- 1989 : The Joy of Sec's
- 1989 : Deep Throat III
- 1989 : Too Hot to Handle
- 1990 : As the Spirit Moves You : Clearice Sanders (en tant que Tracy Adams)
- 1990 : Bi Bi Baby : Satisfied client of dating service
- 1990 : Blame It on the Heat
- 1990 : Blonde Ice
- 1990 : Candy Stripers 4
- 1990 : Cocktails : Deputy Titz
- 1990 : Denim Dolls 2
- 1990 : Dirty Little Movies
- 1990 : Eternity
- 1990 : Hands Off
- 1990 : Heraldo: Streetwalkers of NY
- 1990 : I Ream a Genie
- 1990 : Killer
- 1990 : Monaco Falcon
- 1990 : Viol au téléphone
- 1990 : Naughty 90's
- 1990 : Porn on the Fourth of July
- 1990 : Prendilo ... per la gola
- 1990 : Santa Comes Again : Santa's Wife (en tant que Tracy Adams)
- 1990 : Sex Machine : Perfect Woman
- 1990 : Sleepwalker
- 1990 : Strangers When We Meet
- 1990 : Swingers Ink
- 1990 : The Whore : Liz
- 1990 : Wildest Dreams : Joan Peabody
- 1991 : Souris d'hôtel
- 1991 : De Blond
- 1991 : Salopes en mini sans culotte
- 1991 : Les putes de l'autoroute
- 1992 : Confessions 2
- 1992 : Licensed to Thrill
- 1993 : Adam & Eve Guide to G-spot Orgasm
- 1993 : Diamond XX, Vol. 71
- 1993 : Dirty Argus spritzt zurück: Die Magnum in der Hose
- 1993 : Spielzeug des Teufels
- 1994 : Big-Titted Tarts

### Réalisatrice

#### Cinéma
- 1990 : Aussie Maid in America